# Heflin, Alabama
Heflin là một thành phố thuộc quận Cleburne, tiểu bang Alabama, Hoa Kỳ. Dân số năm 2009 là 3533 người, mật độ đạt 85 người/km².